# Thể thao trí tuệ

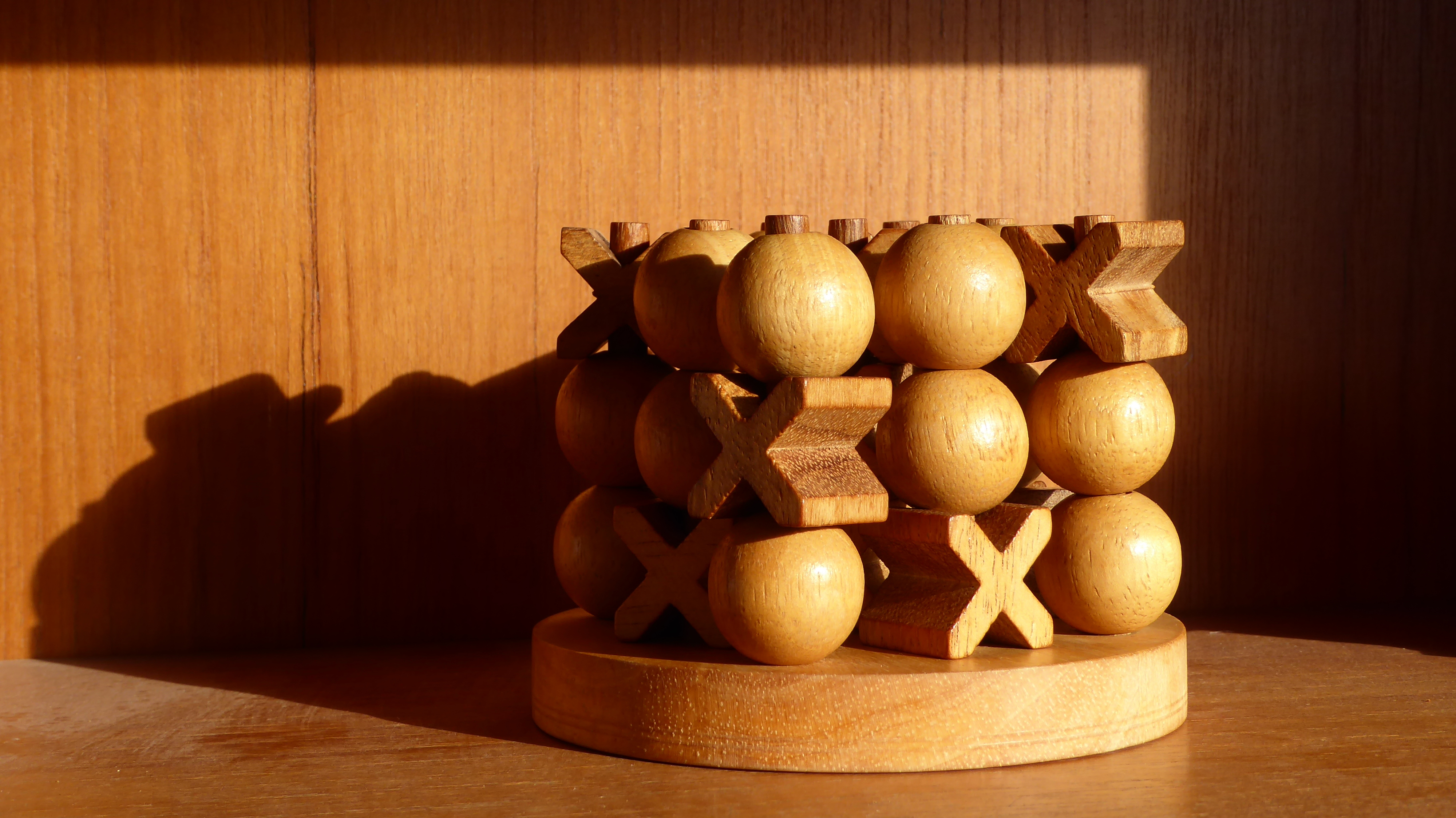
Thể thao trí tuệ

Thể thao trí tuệ là loại thể thao tập trung vào hoạt động trí não nhiều hơn hoạt động thể chất.

## Các môn thể thao trí tuệ
Ngoài một số trò chơi trên bàn như cờ vua, cờ tướng và một số trò chơi bài, thể thao trí tuệ có bao gồm cả thi lập trình và một số trò chơi chiến tranh qua mạng.